# Аеродром Лугано
Аеродром Лугано (IATA: LUG, ICAO: LSZA) је регионални аеродром који се налази 4 км западно од Лугана, отприлике 80  северно од Милана, у општинама Ањо, Биођо и Муцано . Налази се ближе селу Ањо и понекад је познат као Лугано-Ањо.   Око 200.000 путника користи аеродром сваке године, користећи око 2400 летова. Такође постоје ограничени теретни превоз, летачки клуб и школа летења. Седиште  налазило се на аеродрому  пре њеног банкрота. 
Аеродром се налази на земљишту у власништву града, док је управљање у надлежности компаније Lugano Airport SA, чије акције поседују кантон Тичино (12,5%) и град (87,5%). Компанија има 73 запослена и годишњи промет од 10 милиона франака. 

## Објекти

### Терминал
Аеродром има једну зграду путничког терминала, са шалтерима за продају карата и чекирање на лет, безбедносним и царинским објектима на аеродрому. Постоји салон за одласке на страни аеродрома са продавницом без царине, баром и снек баром. Укрцавање у авион се углавном врши пешке преко платформе, мада се понекад користе аутобуси када авион није паркиран директно поред зграде терминала.  
У суседној згради налазе се ресторан и летачки клуб са стране приземља, са седењем на отвореном испод тенде између две зграде. Остали угоститељски објекти и продавнице са стране приземља налазе се око суседног отвореног дворишта.  

### Писта
Аеродром има једну, двосмерну писту са асфалтном површином, означену као 01/19. Писта је дугачка  дугачка 1420 м, широка 30 м и налази се 279 м изнад нивоа мора. Не постоји паралелна рулна стаза, а доласци и одласци авиона често укључују враћање уназад на писти.  

## Копнени превоз

### Пут
Аеродром је удаљен око 6 км од центра Лугана путем, и слична удаљеност од најближих раскрсница на аутопуту А2. Има и дугорочни и краткорочни паркинг, такси стајалиште и избор компанија за изнајмљивање аутомобила.   

### Воз
Шатл аутобус повезује аеродром са железничком станицом и центром града, састајући се са већином редовних летова. Железничка станица Ањо је означена и удаљена је десет минута хода од аеродрома, а возови полазе са Луганом и Понте Трезом на сваких 15 минута радним данима или 30 минута викендом.  